# Erica harroyana
Erica harroyana är en ljungväxtart. Erica harroyana ingår i släktet klockljungssläktet, och familjen ljungväxter.

## Underarter
Arten delas in i följande underarter:
- E. h. harroyana
- E. h. itombwensis